# Compagnia aerea a basso costo

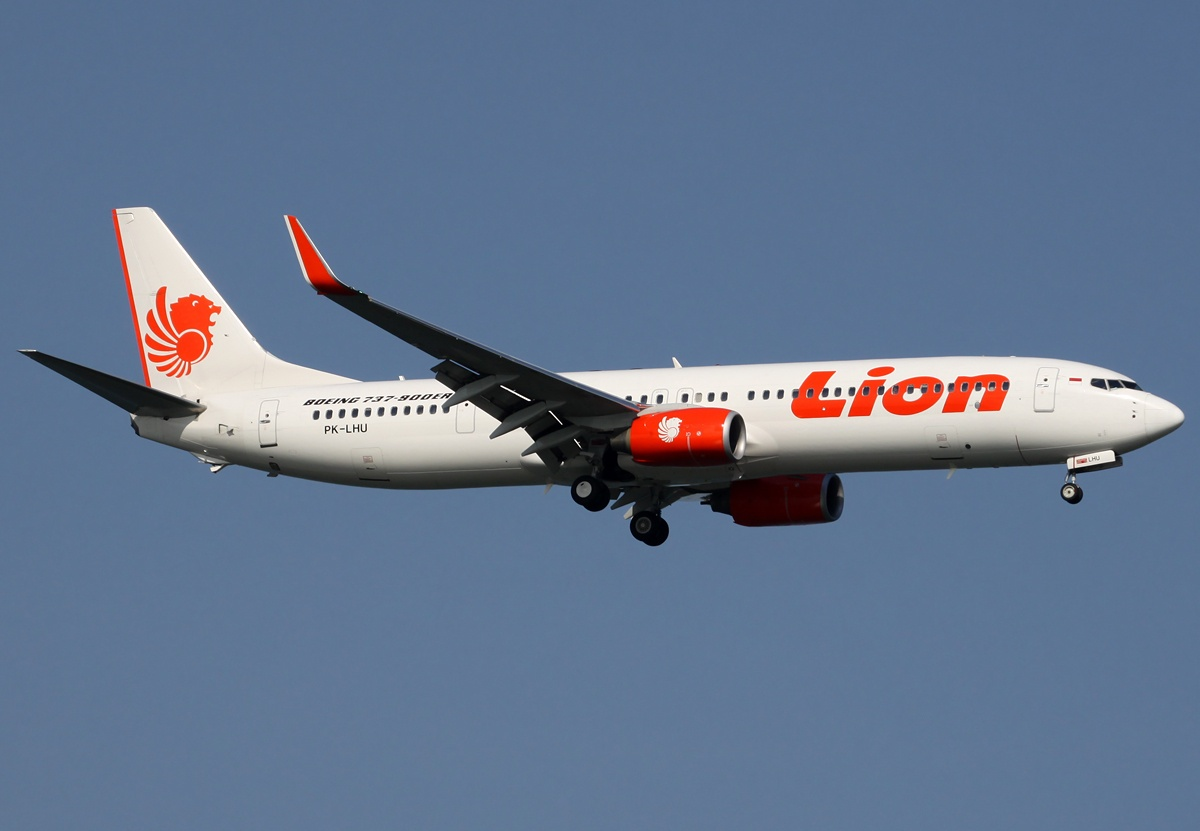
Un Boeing 737-900ER di Lion Air

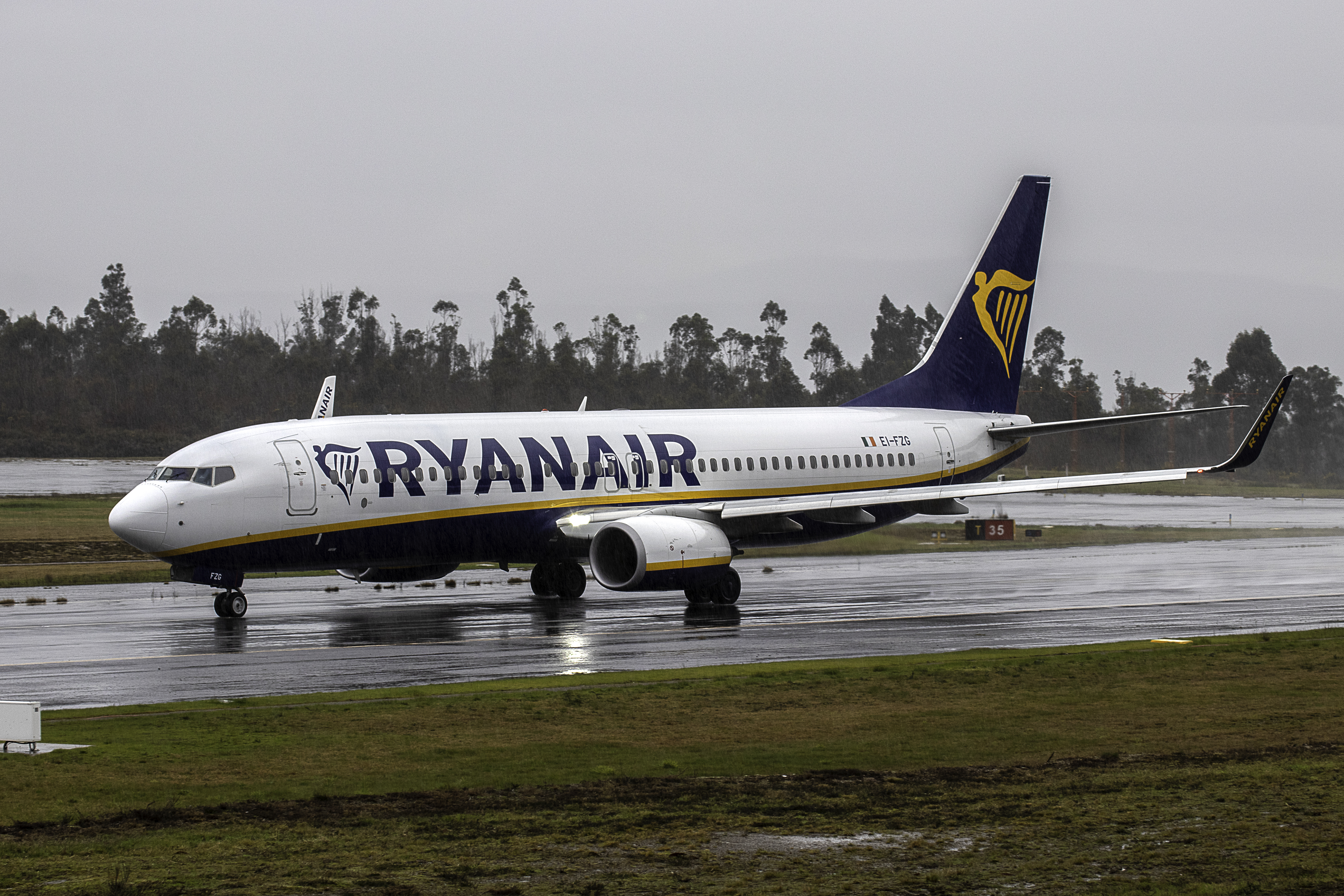
Un Boeing 737-800 di Ryanair

Una compagnia aerea a basso costo (in inglese, low cost airline) è una compagnia aerea che offre voli a prezzi inferiori rispetto alle compagnie aeree di bandiera, in cambio di un livello di servizio generalmente più basso.

## Storia
Concettualmente, questo tipo di gestione aziendale nacque negli Stati Uniti nel 1971 con la Southwest Airlines e fu mutuato in Europa da Ryanair a partire dagli anni Novanta. Il modello trovò grande diffusione in seguito al fenomeno della deregolamentazione, con un numero di passeggeri in costante crescita: dai circa 3 milioni del 1994 ai 17,5 milioni del 1999 (in Europa).
Il successo commerciale di questo modello operativo portò all'ingresso nel settore di numerosi nuovi operatori, in grado di competere efficacemente con le compagnie aeree tradizionali grazie ai prezzi più bassi. Negli anni '90 furono fondate numerose compagnie low cost negli Stati Uniti, tra cui le più importanti e ancora attive sono Spirit Airlines, Frontier Airlines e Allegiant Air.
Molte compagnie aeree tradizionali risposero con la creazione di divisioni a basso costo (spesso non giuridicamente separate dalla compagnia aerea principale) che tuttavia non erano in grado di replicare la struttura dei costi operativi delle concorrenti puramente low cost, principalmente a causa di strutture amministrative più costose e modelli operativi hub and spoke. Il tentativo di applicare gli stessi prezzi delle compagnie low cost in presenza di costi operativi più elevativi porto alla crisi e alla successiva chiusura di queste divisioni. Fu il caso, ad esempio, di Continental Lite, Shuttle by United e Delta Express.
Anche in Europa avvenne lo stesso: nel 1995 la British Airways decise la creazione di una divisione a basso costo con il nome Go Fly, che avviò i servizi nel 1998 dall'aeroporto di Londra Stansted e da Londra Luton. Solo due anni dopo, Go Fly venne venduta a easyJet dopo una perdita di 21,8 milioni di sterline.
KLM seguì l'esempio di British Airways nel 2000 lanciando sul mercato Buzz, una compagnia aerea a basso costo che venne successivamente acquistata da Ryanair nell'aprile 2003 dopo essere era andata in forte perdita.
Nel corso degli anni 2000 il numero di compagnie a basso costo continuò ad aumentare con l'ingresso di compagnie come Wizz Air e Vueling in Europa, JetBlue negli Stati Uniti e Lion Air in Asia. Altre, tra cui Volare Airlines, Germanwings, Jet2.com e AirAsia passarono da un modello tradizionale al modello low cost.
Il numero di passeggeri è aumentato esponenzialmente e la quota di mercato delle compagnie a basso costo (per numero di voli effettuati) in Europa è andata progressivamente aumentando dal 2% del 2000, al 20% del 2010, fino a raggiungere il 32% nel 2022.

## Modello di business
Non esiste un modello di business standard applicato da tutte le compagnie a basso costo, ed esistono significative differenze tra le pratiche commerciali dei vettori europei e quelli degli altri continenti. Negli Stati Uniti ed in Asia sono presenti numerose compagnie che adottano modelli ibridi (ad es. JetBlue), principalmente a causa della maggiore durata dei voli operati, mentre in Europa, dove i voli sono mediamente più brevi, sono diffusi principalmente vettori classificati come ultra low cost (ULCC), ossia compagnie che adottano una strategia di massima semplificazione ed il cui biglietto non include alcun servizio oltre alla semplice disponibilità del posto a sedere.

### Aerei
La maggior parte dei vettori low cost opera con aeromobili equipaggiati con una singola classe di passeggeri per massimizzare il numero di utenti trasportati. Per lo stesso motivo generalmente montano sedili con un passo più corto rispetto ai vettori tradizionali e possono attuare altri accorgimenti atti ad aumentare il numero di sedili (ad es. riduzione del numero di bagni). L'allestimento di bordo è ridotto all'essenziale, con sedili non reclinabili, senza schermi per l'intrattenimento di bordo e di forma studiata per ridurre i costi di manutenzione e pulizia.
L'intera flotta è composta da un singolo modello di aereo, oppure da più modelli appartenenti alla stessa famiglia dello stesso costruttore, per ridurre i costi di addestramento dei piloti, degli assistenti di volo e del personale di terra. L'uniformità della flotta permette altresì di ottimizzare la gestione del magazzino ricambi, semplificare la gestione commerciale (ad es. relativamente alle limitazioni degli aeroporti) e, da ultimo, ottenere significativi sconti sul prezzo al momento di un ordine di nuovi aeromobili.
Le famiglie di aeromobili più utilizzate dai vettori low cost sono il Boeing 737 (tra i principali utilizzatori vi sono Ryanair, Southwest e Lion Air) e l'Airbus A320 (usato da compagnie come easyJet e Wizz Air).

## Caratteristiche

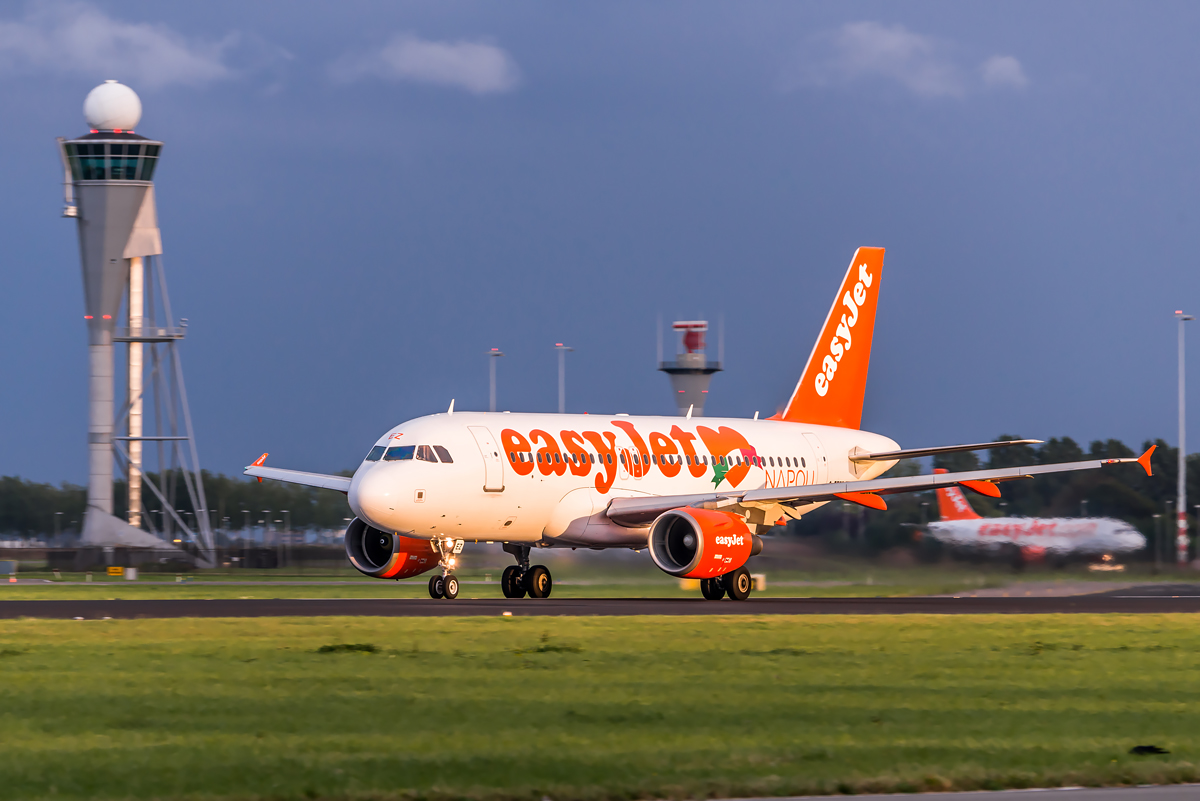
Un Airbus A319-100 di EasyJet in livrea speciale

Da un punto di vista economico, l'aspetto più rilevante delle compagnie aeree a basso costo consiste proprio nella loro capacità di offrire un servizio di trasporto aereo più economico rispetto alle compagnie aeree tradizionali, risultando di conseguenza più competitive sul mercato.
Questo ruolo di leadership è spesso raggiunto dalle stesse mediante l'applicazione di politiche aziendali volte principalmente alla massimizzazione del profitto, obiettivo raggiunto prevalentemente tramite strategie di risparmio.

## Servizi offerti
Le caratteristiche di una compagnia aerea a basso costo, grazie alle quali i biglietti risultano estremamente economici, sono:
- singola classe di passeggeri, libera scelta dei posti a sedere
- raramente il biglietto non utilizzato è rimborsabile e rimborsato. Allo stesso modo per quanto riguarda le tasse aeroportuali che vengono sempre trattenute dalle compagnie low cost anche quando il cliente decide di non partire
- singolo modello di aeroplano (in questo modo scendono i costi di manutenzione e di formazione del personale), spesso un Airbus A320 o un Boeing 737 (per esempio: Ryanair: Boeing 737-800, easyJet: Airbus A319 e Airbus A320)

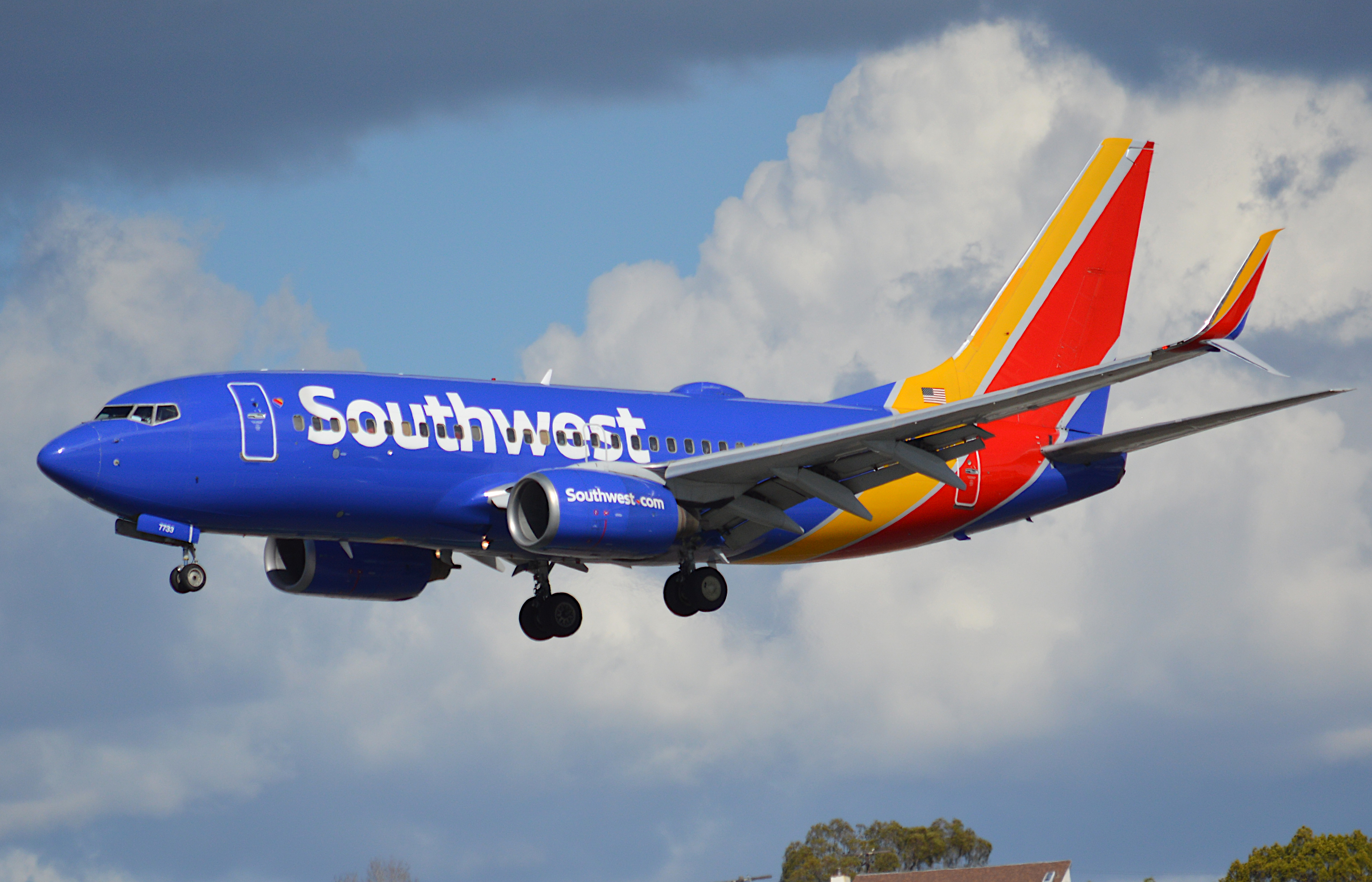
Un Boeing 737-700 della Southwest Airlines

- Un Boeing 737-700 della Southwest Airlinesspesso l'addestramento del personale è a carico dello stesso.[5]
- configurazione dell'aereo con maggior numero di posti a sedere: ad esempio il Boeing 737-300 della Lufthansa offre 132 posti, un Airbus A319 della easyJet 148 posti; oppure un Airbus A320 dell'Alitalia ha 165 posti, mentre uno della Vueling 180
- viene consentito un peso inferiore per il bagaglio rispetto agli offerenti "tradizionali" (il peso in eccedenza viene trasportato con un sovrapprezzo)
- eliminazione dei pasti gratuiti durante il volo. Si possono comperare delle bevande e delle merende a bordo
- multiruolo dei dipendenti (gli assistenti di volo svolgono più funzioni, ad esempio puliscono l'aereo e operano alle porte d'imbarco)
- gli assistenti di volo ricevono una parte dello stipendio come percentuale sulle vendite effettuate a bordo[senza fonte]
- utilizzo della flotta più intenso (utilizzo diario, per esempio easyJet vola mediamente 10,7 ore al giorno e British Airways circa 7,1 ore), attraverso brevi soste negli aeroporti (turn-around di regola di circa 25 minuti tra due voli) e voli brevi
- collegamenti tra aeroporti secondari, spesso fuori città, convenienti senza restrizioni di slot, senza grande traffico e tasse aeroportuali basse
- voli diretti tra due luoghi senza trasferimento dei bagagli su altri voli di coincidenza (processi di registrazione separati), nessun piano di volo coordinato con altre compagnie aeree
- risparmi di spese attraverso la distribuzione diretta, specialmente attraverso call center e su internet, postazioni automatiche di registrazione, eventualmente senza ricarichi economici
- le offerte economiche (anche a € 0,99) valgono solo per prenotazioni anticipate o delimitate, per un contingente relativamente basso di posti messi a disposizione
- variabilità dei prezzi a seconda dell'affollamento previsto (man mano che i posti vengono prenotati i prezzi aumentano, anche da 1 euro mesi prima a 300-400 euro il giorno della partenza)
- amministrazione: Lean management (risparmio sul personale); per esempio Germanwings a Colonia ha circa 50 collaboratori
- adozione di strategie di fuel hedging, ovvero acquisto di grandi scorte di carburante per evitare di dovere rifornirsi in momenti in cui i prezzi sono alti
- accordi con aziende locali di trasporto da/per gli aeroporti, autonoleggi, alberghi, ecc. (la compagnia aerea le pubblicizza in cambio di una percentuale sulle vendite)
- finanziamento pubblico: ovvero percezione di denaro elargito da strutture pubbliche al fine di aiutare il vettore nelle fasi di avvio del servizio ed al fine di incentivare l'esercizio del collegamento
- assenza di garanzia per i proseguimenti (il viaggio può essere solo da punto a punto)
- assenza di servizio cargo (consente di ridurre i tempi di sosta dell'aeromobile)
- utilizzo del personale di bordo per l'effettuazione dei controlli pre-volo al posto dell'utilizzo di personale specializzato; pratica consentita dall'ICAO
- assenza di riprotezione su voli di altra compagnia
- riduzione delle spese per l'alloggio del personale in trasferta, ossia il personale di bordo rientra in giornata nella propria base di partenza, evitando così spese in alberghi e di spostamento del personale in essi; il personale di bordo alloggia in località diverse dalla propria base solo in caso di impossibilità di rientro causati da problemi meteorologici o guasti tecnici al momento non risolvibili[senza fonte]

Si possono trovare tante destinazioni a prezzi low-cost con la possibilità di scegliere le varie compagnie in relazione alla destinazione.
L'unica nota negativa sui prezzi al pubblico delle "basso costo" sono i "costi fissi" imposti dalle autorità aeroportuali, spesso riconducibili sotto la voce "tasse". Si tratta di seating shots (letteralmente "colpi da seduta") non evitabili e che, in molti casi, influiscono criticamente sulla scelta degli scali e sui destini delle compagnie (vedi sotto).

## Fallimenti di compagnie aeree a basso costo
A volte ci sono casi di nuove compagnie a basso costo che volano solo poco tempo sospendendo, dopo alcuni mesi o addirittura dopo solo qualche giorno, la loro attività. Tra questi:
- Compass Airlines, 1993
- Debonair, ottobre 1999.
- JetGreen Airways (compagnia irlandese), che dovette sospendere l'attività nel mese di maggio del 2004 dopo solo una settimana senza rimborsare i 40.000 biglietti venduti. Secondo i mass media il 12 maggio 2004 più di 400 passeggeri rimasero bloccati nei luoghi di destinazione spagnoli Malaga ed Alicante. La società aveva chiesto prezzi di 1 € incluso le tasse per i suoi voli da Dublino verso gli aeroporti spagnoli. Inizialmente la società operava con un solo aeroplano, un Boeing 757, ma secondo dichiarazioni dell'azienda c'erano delle trattative per ulteriori mete nel mar Mediterraneo. Dopo il fallimento di JetGreen Airways i politici, le agenzie di viaggi ed altre compagnie aeree criticarono le autorità dell'aviazione irlandese per l'assegnazione della licenza.
- V Bird (volò dal 23 ottobre 2003 all'8 ottobre 2004 con base all'aeroporto di Düsseldorf)
- Volareweb.com, la figlia della compagnia italiana Volare Airlines, ha dichiarato fallimento il 23 novembre 2004. Già il 30 ottobre 2004 la compagnia aveva sospeso improvvisamente i voli dalla Germania verso l'Italia. Nel giugno 2005 l'azienda ha ripreso il suo servizio aereo con voli soprattutto in Italia e verso alcune destinazioni in Europa.
- Alpi Eagles ha sospeso i voli dal 3 gennaio 2008 in attesa della licenza a tempo indeterminato. Dichiarata fallita il 19 maggio 2011.
- Maersk Air si è fusa con Sterling Airlines, a sua volta rilevata da Cimber Sterling, che a sua volta ha dichiarato bancarotta il 3 maggio 2012.
- Azzurra Air la compagnia è fallita il 21 luglio 2004.
- Duo Airways la compagnia ha sospeso i voli dal 1º maggio 2004.
- Eujet la compagnia ha sospeso i voli dal 27 luglio 2005.
- Fairline la compagnia ha sospeso i voli dal 6 giugno 2004.
- Jet Magic la compagnia ha sospeso i voli dal 28 gennaio 2004.
- Air Polonia la compagnia ha sospeso i voli dal 5 dicembre 2004.
- Air Turquoise la compagnia è stata liquidata 2 agosto 2006.
- Air Bee la compagnia ha sospeso i voli dal 10 settembre 2008 ed è stata dichiarata fallita il 28 gennaio 2010.
- Sterling Airlines fallita il 29 ottobre 2008.
- Centralwings ha sospeso l'attività dal 9 giugno 2009.
- Myair.com ha sospeso i voli dal 24 luglio 2009. Dichiarata fallita il 2 febbraio 2010.
- SkyEurope ha sospeso i voli dal 31 agosto 2009, dichiarando bancarotta.
- KD Avia ha sospeso la vendita dei biglietti il 1º settembre 2009[6]. Dichiarata fallita l'11 novembre 2010.
- Wind Jet, compagnia aerea italiana di proprietà di Antonino Pulvirenti e prima compagnia a basso costo italiana (nata nel 2003), ha dichiarato fallimento nel 2012.
- Air One, ha terminato le operazioni di volo il 30 settembre 2014.